# Acontia detritella
Acontia detritella là một loài bướm đêm trong họ Noctuidae.